# Плоская (приток Сейма)
Плоская — река в Пристенском районе Курской области России, приток реки Сейм.

## Географическое положение
Исток в районе села Троицкое, устье в районе села Сазановка. Впадает в Сейм в 678 километрах от его устья. Длина реки около 22 километров. На реке расположены также деревни Верхнеплоское, Шатиловка и Васильевка.